# Kamiel Bonneu
Kamiel Bonneu (* 1. August 1999 in Hamont-Achel) ist ein belgischer Radrennfahrer, der auf der Straße aktiv ist.

## Sportlicher Werdegang
Nach dem Wechsel in die U23 fuhr Bonneu von 2018 bis 2021 für drei belgische Nachwuchsteams, international war der siebte Platz bei Lüttich–Bastogne–Lüttich Espoirs 2021 seine einzige Top-10-Platzierung. In der Saison 2021 konnte er jedoch bei mehreren Rennen des nationalen Kalenders auf sich aufmerksam machen, unter anderem als Zweiter der Gesamtwertung der Volta a Castelló und Dritter des Giro del Veneto für Amateure.
Zur Saison 2022 wurde Bonneu Mitglied im UCI ProTeam Flanders-Baloise. Nach einem fünften Platz bei der Volta Limburg Classic im Frühjahr erzielte er im August mit dem Gewinn der dritten Etappe der Sazka Tour seinen ersten Sieg als Radprofi. Bereits einen Monat später war er mit dem Gewinn der dritten Etappe der Tour of Britain erstmals auf der UCI ProSeries erfolgreich. In der Saison 2023 blieb er ohne Sieg, erreichte jedoch als Vierter der Czech Tour die bisher beste Gesamtplatzierung bei einer Rundfahrt. Mit dem Gewinn der Bergankunft der dritten Etappe des Arctic Race of Norway 2024 war er erneut auf der ProTour erfolgreich und widmete den Sieg seinem Großvater, der am Vortag verstorben war. Bereits einen Tag nach Ende des Rennens wurde sein Wechsel nach der Saison in die UCI WorldTour zum Team Intermarché-Wanty bekannt gegeben.

## Erfolge
2022
- eine Etappe Sazka Tour
- eine Etappe Tour of Britain

2024
- eine Etappe Arctic Race of Norway